# متشنكوفيلا
المتشنكوفيلا (الاسم العلمي: Metchnikovella) هي جنس من الفطريات تتبع الفصيلة المتشنكوفيلية من رتبة المتشنكوفيليات.

## أنواع المتشنكوفيلا
- متشنكوفيلا هوفاسية
- متشنكوفيلا سبيونية
- متشنكوفيلا ولفارثية